# Arcobara
Arcobara là một chi bướm đêm thuộc họ Geometridae.